# Barão Vermelho (álbum)
Barão Vermelho é o álbum de estréia da banda brasileira de rock Barão Vermelho, lançado em 27 de setembro de 1982 pela Som Livre. Foi gravado em apenas dois finais de semana de maio do mesmo ano, nos Estúdios Sigla, no Rio de Janeiro.
Os destaques do álbum ficam por conta das faixas Todo Amor Que Houver Nessa Vida e Down Em Mim.
As rádios da época não consideraram o álbum comercial o suficiente e houve um boicote às músicas. Como resultado, vendeu apenas 8.000 cópias, entretanto, a imprensa escrita gostou e elogiou as letras de Cazuza, o que possibilitou que eles continuassem a fazer show e criassem aos poucos uma base de fãs. Caetano Veloso tocou uma versão de Todo Amor Que Houver Nessa Vida no Canecão, Rio de Janeiro, o que também ajudou a popularizar a banda. 
O disco foi remasterizado, remixado e relançado em 2012, em comemoração aos 30 anos de seu lançamento, com a inédita "Sorte e Azar" e mais duas faixas bônus.

## Antecedentes
A banda havia gravado uma fita demo que caiu nas mãos de Leonardo Neto, que a apresentou para Ezequiel Neves. Ezequiel gostou tanto da fita que literalmente roubou ela para mostrar para Guto Graça Mello que trabalhava com ele na Som Livre. Guto mostrou a fita para João Araújo, fundador e chefe da Som Livre. João Araújo se recusou a lançar a banda, temendo ser acusado de nepotismo. Seu filho era o vocalista e letrista do Barão Vermelho, Cazuza. 
| “                                                  | O Ezequiel Neves e o Guto Graça Neves que me fizeram ouvir com atenção as músicas do meu filho. Mas confesso que não foi no primeiro dia que eles conseguiram isso, foi só lá pelo terceiro, quarto dia. Depois de muita cataquese que decidi ouvir as fitas que me levaram. | ” |
| — João Araújo, Revista Manchete, Fevereiro de 1989 | |   |

Após ser convencido, João Araújo permitiu que a banda gravasse aos fins de semana, quando os estúdios da gravadora estariam vagos.

## Faixas
- Todas as letras escritas por Cazuza.

| Lado A |                       |                              |         |  |
| N.º    | Título                | Compositor(es)               | Duração |  |
| 1.     | "Posando de Star"     | Cazuza                       | 2:18    |  |
| 2.     | "Down em Mim"         | Cazuza                       | 3:15    |  |
| 3.     | "Conto de Fadas"      | Cazuza • Maurício Barros     | 3:39    |  |
| 4.     | "Billy Negão"         | Cazuza • Guto Goffi • Barros | 3:24    |  |
| 5.     | "Certo Dia na Cidade" | Cazuza • Goffi • Barros      | 4:43    |  |

| Lado B         |                                   |                 |         |  |
| N.º            | Título                            | Compositor(es)  | Duração |  |
| 6.             | "Rock'n Geral"                    | Cazuza • Frejat | 2:43    |  |
| 7.             | "Ponto Fraco"                     | Cazuza • Frejat | 2:54    |  |
| 8.             | "Por Aí"                          | Cazuza • Frejat | 3:40    |  |
| 9.             | "Todo Amor Que Houver Nessa Vida" | Cazuza • Frejat | 2:15    |  |
| 10.            | "Bilhetinho Azul"                 | Cazuza • Frejat | 2:19    |  |
| Duração total: | Duração total:                    | Duração total:  | 31:10   |  |

| Barão Vermelho 30 anos – Faixas Bônus do relançamento de 2012 |                             |                 |         |  |
| N.º                                                           | Título                      | Compositor(es)  | Duração |  |
| 11.                                                           | "Sorte e Azar"              | Cazuza • Frejat | 2:46    |  |
| 12.                                                           | "Nós"                       | Cazuza • Frejat | 3:10    |  |
| 13.                                                           | "Por Aí (Take Alternativo)" | Cazuza • Frejat | 3:10    |  |

## Créditos
- Cazuza: vocais
- Frejat: guitarra
- Maurício Barros: teclados
- Dé Palmeira: baixo elétrico
- Guto Goffi: bateria, percussão